# 11161 Daibosatsu
11161 Daibosatsu è un asteroide della fascia principale. Scoperto nel 1998, presenta un'orbita caratterizzata da un semiasse maggiore pari a 2,3410486 UA e da un'eccentricità di 0,0130276, inclinata di 3,03335° rispetto all'eclittica.